# Super Hits (album de Cypress Hill)
Pour les articles homonymes, voir Super Hits.
Albums de Cypress Hill
Collections
(2008) Rise Up
(2010)
Super Hits est une compilation de Cypress Hill, sortie le 25 mars 2008.

## Liste des titres
| No  | Titre                        | Album original        | Durée |
| --- | ---------------------------- | --------------------- | ----- |
| 1.  | How I Could Just Kill a Man  | Cypress Hill          | 4:04  |
| 2.  | Latin Lingo                  | Cypress Hill          | 3:58  |
| 3.  | Insane in the Brain          | Black Sunday          | 3:35  |
| 4.  | We Ain't Going Out Like That | Inédit                | 4:26  |
| 5.  | When the Ship Goes Down      | Black Sunday          | 3:12  |
| 6.  | Lick a Shot                  | Black Sunday          | 3:21  |
| 7.  | Dr. Greenthumb               | Cypress Hill IV       | 3:08  |
| 8.  | (Rap) Superstar              | Skull & Bones         | 4:52  |
| 9.  | Can't Get the Best of Me     | Skull & Bones         | 4:15  |
| 10. | Once Again                   | Till Death Do Us Part | 3:49  |